# Анкерсгаген
Анкерсгаген (нім. Ankershagen) — громада в Німеччині, розташована в землі Мекленбург-Передня Померанія. Входить до складу району Мекленбургіше-Зенплатте. Складова частина об'єднання громад Пенцлінер-Ланд.
Площа — 28,18 км2. Населення становить 507 ос. (станом на 31 грудня 2020).

## Галерея

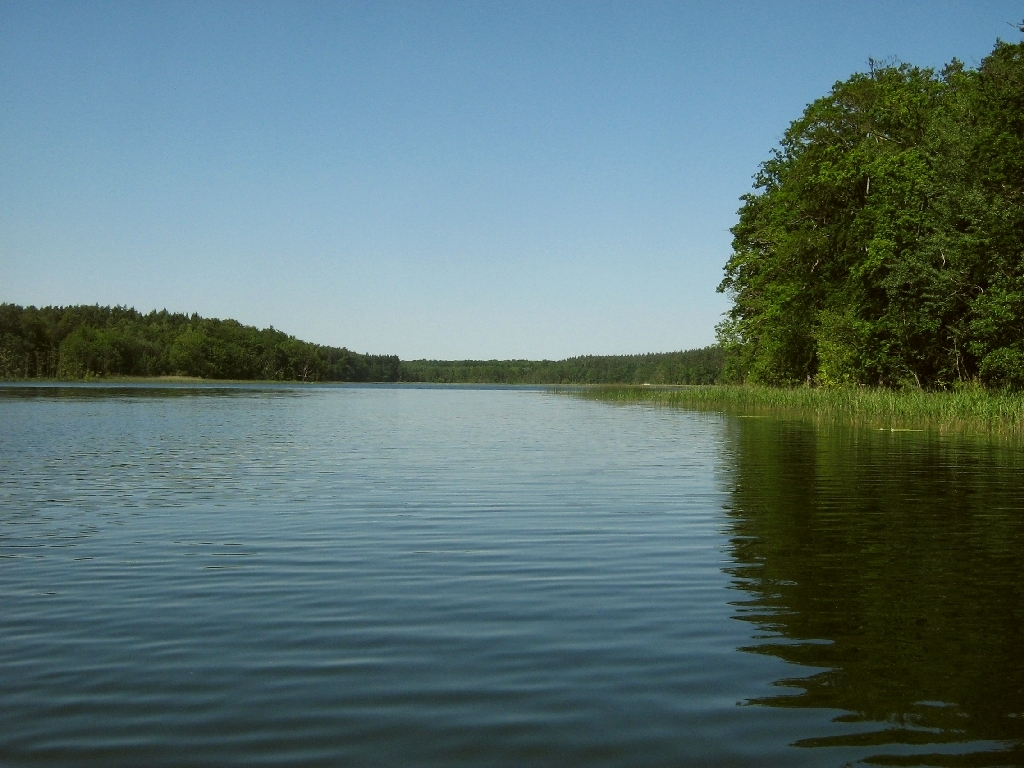